# Microterys yolandae
Microterys yolandae är en stekelart som beskrevs av Compere 1926. Microterys yolandae ingår i släktet Microterys och familjen sköldlussteklar. Inga underarter finns listade i Catalogue of Life.